# Kobyla (Lužické hory)
Kobyla je znělcový vrch v Lužických horách o nadmořské výšce 625 metrů, na severu České republiky, v Libereckém kraji, asi 2 km jihovýchodně od Nové Huti.

## Další informace
Vrch leží mimo značené cesty na severním okraji katastru Cvikova 618 080 v okrese Česká Lípa. Na jihovýchodním úpatí je menší, z balvanů nakupená jeskyně Vinný sklep. Vrchol je porostlý statnými listnatými stromy.
V geomorfologickém členění je Kobyla řazena spolu s blízkým kopcem Bouřný pod Lužický hřbet (IVA-2A), konkrétně pod jeho okrsek Jedlovský hřbet (IVA-2A-a).